# Sinfonia n.º 7 (Shostakovich)
A Sinfonia n.º 7 em dó maior (Opus 60), também conhecida como Leninegrado, foi uma sinfonia composta por Dmitri Shostakovich. A sinfonia foi dedicada à cidade de Leningrado, a 27 de Dezembro de 1941. Estreou mundialmente em 9 de Julho de 1942, nos Estados Unidos da América, numa interpretação da  Orquestra Sinfónica da NBC, dirigida por Arturo Toscanini.
No seu tempo, a sinfonia era extremamente popular na Rússia e no Ocidente, como um símbolo da resistência ao totalitarismo e militarismo nazi. Como uma condenação da invasão alemã à União Soviética, a peça é particularmente representativa das responsabilidades políticas que Shostakovich sentia ter pelo estado, apesar dos conflitos e críticas que sofreu ao longo da sua carreira a partir dos censores soviéticos e Stalin.
Depois da guerra, a reputação da sinfonia decresceu substancialmente, devido à percepção do público como sendo propaganda de guerra, assim como devido à ideia de que se tratava de uma das obras menos conseguida de Shostakovich. Em anos mais recentes, estudiosos têm sugerido que a obra é melhor interpretada como uma descrição do totalitarismo e fascismo no geral. Esta interpretação é complicada visto não se saber ao certo quando a composição começou a ser elaborada.

## Forma
É a maior sinfonia de Shostakovich e umas das maiores obras do seu repertório, com actuações que variam entre uma hora e uma hora e um quarto. A escala e escopo da obra é consistente com outras sinfonias do autor, assim como com as obras de compositores que mais lhe influenciaram, incluindo Bruckner, Mahler e Stravinsky.
A sinfonia está escrita nos quatro movimentos tradicionais:
1. Allegretto (25-30 minutos)
2. Moderato (poco allegretto) (10-15 minutos)
3. Adagio (15-20 minutos)
4. Allegro non troppo (15-20 minutos)

## Instrumentação
A obra foi escrita para:
| Madeiras 3 Flautas 2 Oboés corno inglês 3 clarinetes Clarinete baixo 2 Fagotes Contrafagote Metais 8 Trompas 6 Trompetes 6 Trombones Tuba | Percussão 5 Tímpanos Bombo Caixa Pratos Gongo Triângulo Pandeireta Xilofone Teclas Piano Cordas 2 Harpas; e um mínimo de: 16 1ºs Violinos 14 2ºs Violinos 12 Violas de arco 10 Violoncelos 8 Contrabaixos |